# Distretto di Sheohar
Sheohar è un distretto dell'India di 514 288 abitanti, che ha come capoluogo Sheohar.